# Lepidostoma kumanoense
Lepidostoma kumanoense is een schietmot uit de familie Lepidostomatidae. De soort komt voor in het Palearctisch gebied.